# Herbert Prohaska
Herbert Prohaska (pronunție în germană [ˈhɛɐ̯bɛɐ̯t pʁoˈhaska, - ˈpʁɔhaska]; n. 8 august 1955 la Viena, Austria) este un fost fotbalist austriac. Prohaska lucrează în prezent ca comentator sportiv pentru ORF. Porecla lui, „Schneckerl”, care în dialectul vienez înseamnă păr creț, derivă din faptul că își purta părul mai lung și îl avea creț. Un jucător mijlocaș talentat, elegant, și combativ, Prohaska a jucat ca o playmaker, și a fost cunoscut pentru tehnica, inteligenta, și pasele sale precise.

## Cariera pe echipe
Prohaska și-a început cariera de fotbalist profesionist în 1972 la clubul de fotbal Austria Vienna. În 1980 și-a ajutat clubul să câștige patru campionate și trei Cupe ale Austriei. În 1980 a semnat cu Inter Milano, echipă cu care a câștigat Cupa Italiei în al doilea sezon jucat pentru nerazzurri. În 1982, s-a transferat la AS Roma, cu care a câștigat Serie A în primul său an. S-a întors în Austria în Viena în 1983 pentru a-și termina cariera.

## Cariera internațională
Prohaska a debutat pentru Austria într-un meci amical din noiembrie 1974 împotriva Turciei și a participat la Campionatul Mondial din 1978 și 1982. A strâns 83 de selecții, marcând 10 goluri. Ultimul său meci jucat la națională a fost cel din calificările la Campionatul Mondial din iunie 1989 împotriva Islandei, dar s-a retras înainte de Campionatul Mondial din 1990.

## Cariera ca antrenor
În 1989, Prohaska s-a retras din activitatea de fotbalist, fiind antrenor la Austria Vienna, unde a câștigat două titluri și două Cupe ale Austriei.

## Premii
În noiembrie 2003, Prohaska a fost ales drept jucător de aur al Austriei de către Federația Austriacă de Fotbal care îl consideră cel important jucător din ultimii 50 de ani. În august 2004, a fost votat fotbalistul austriac al secolului, atunci când Asociația Austriacă de fotbal a sărbătorit cea de-a 100-a aniversare.

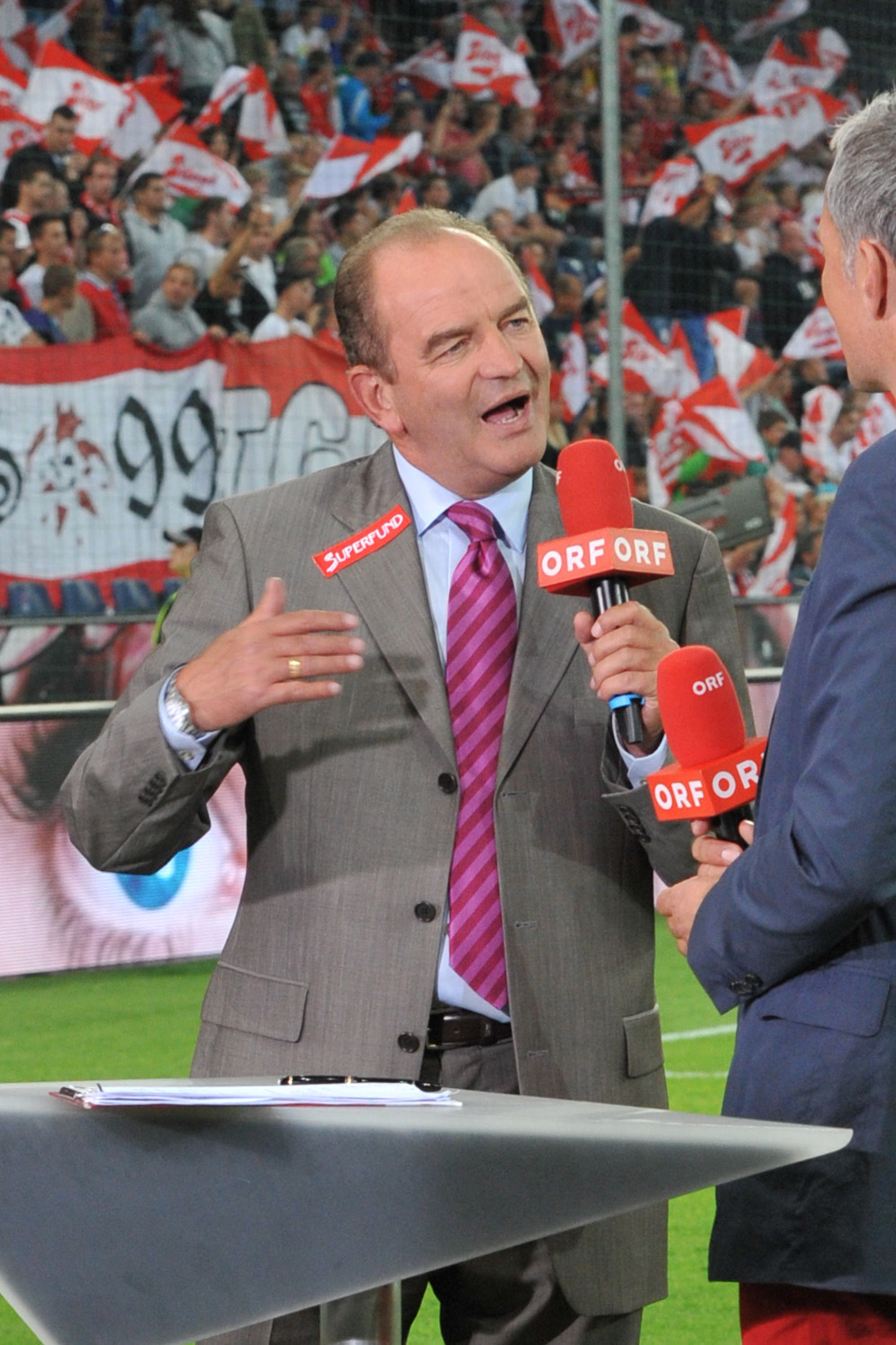
Prohaska lucrând pentru ORF în 2013

## Comentator sportiv
Lucrând ca expert al Corporației Austriece de Radiodifuziune ORF, Prohaska a sugerat, în timpul Campionatului Mondial din 2006, că cel de-al treilea cartonaș galben acordat de arbitrul Graham Poll a fost rezultatul consumului excesiv de alcool înaintea meciului.